# كيفن ميلن
كيفن ميلن (بالإنجليزية: Kevin Milne)‏ هو مقدم تلفزيوني نيوزيلندي، ولد في 18 مارس 1949.